# Internacional Football Club (Rio de Janeiro)
Internacional Football Club was een Braziliaanse voetbalclub uit Rio de Janeiro, meer bepaald uit de wijk Botafogo.

## Geschiedenis
De club werd opgericht in 1904 en had rood-witte clubkleuren, een jaar later werd dit veranderd naar groen-wit. De club speelde in 1912 in de hoogste klasse van het Campeonato Carioca, dat toen door verdeeldheid in twee competities van twee rivaliserende bonden gesplitst was. De club werd laatste. Na dit seizoen fuseerden beide bonden en was er voor Internacional geen plaats meer in de hoogste klasse. Het is niet bekend wanneer de club ontbonden is.